# スコット・アドシット
スコット・アドシット（Scott Adsit,  1965年11月26日 - ）は、アメリカ合衆国の俳優・コメディアン・声優である。

## 来歴
1965年、イリノイ州ノースブルックに生まれる。高校卒業後は同州にあるコロンビア・カレッジ・シカゴ（Columbia College Chicago）へ在籍した後に、即興コメディ集団セカンド・シティへ参加。同集団に所属している際にはコメディアンとしての才能を発揮させ、様々なスケッチを考案し、当時在籍していたアダム・マッケイらと共に人気を博した。1998年にシカゴを舞台にした『Temporary Girl』で映画デビュー。それ以降は主にテレビドラマを中心に活躍した。特に2006年からレギュラーキャストとして出演したアレック・ボールドウィンら共演のテレビドラマシリーズ『30 ROCK/サーティー・ロック』で幅広い層から人気を得た。同作品は高い評価を受け、スコット自身も2009年に他のキャストらと共に全米映画俳優組合賞アンサンブル賞を受賞している。2014年にウォルト・ディズニー・アニメーション・スタジオズが製作した3Dアニメ映画『ベイマックス』では、タイトルロールのベイマックスの声を演じている。

## 出演作品

### 映画
- Temporary Girl (1998)
- フォルテ Town & Country (2001)
- ラブリー・アンド・アメイジング Lovely & Amazing (2001)
- Run Ronnie Run (2002)
- Melvin Goes to Dinner (2003)
- ミニミニ大作戦  The Italian Job (2003)
- Grand Theft Parsons (2003)
- ターミナル The Terminal (2004)
- L.A. Twister (2004)
- トレジャー・ハンターズ Without a Paddle (2004)
- アドミッション -親たちの入学試験- Admissions (2004)
- Be Cool/ビー・クール Be Cool (2005)
- ペナルティ・パパ Kicking & Screaming (2005)
- がんばれ!ベアーズ ニュー・シーズン Bad News Bears (2005)
- I Want Someone to Eat Cheese With (2006)
- トラブル・カレッジ/大学をつくろう! Accepted (2006)
- For Your Consideration (2006)
- Mr.ウッドコック -史上最悪の体育教師- Mr. Woodcock (2007)
- インフォーマント! The Informant! (2009)
- 恋と愛の測り方 Last Night (2010)
- The Music Never Stopped (2011)
- ミスター・アーサー Arthur (2011)
- Time Trumpet (2011)
- ウソはホントの恋のはじまり A Case of You (2013)
- なんちゃって家族 We're the Millers (2013)
- Appropriate Behavior (2014)
- Growing Up and Other Lies (2014)
- ヴィンセントが教えてくれたこと St. Vincent (2014)

### アニメ映画
- Dante's Inferno (2007)
- Beforel Orel: Trust (2012)
- ベイマックス Big Hero 6 (2014)

### テレビドラマ
- アーリー・エディション Early Edition (1996 - 1998)
- Mr. Show with Bob and David (1998)
- Tenacious D: The Complete Master Works (1999)
- Two Guys, a Girl and a Pizza Place (1999)
- フェリシティの青春 Felicity (2000)
- フレンズ Friends (2001)
- ダーマ&グレッグ Dharma & Greg (2001)
- ラリーのミッドライフ★クライシス Curb Your Enthusiasm (2001)
- マッドTV! MADtv (2001)
- マルコム in the Middle Malcolm in the Middle (2001, 2005)
- アリー my Love Ally McBeal (2002)
- キングピン Kingpin (2003)
- CSI:マイアミ CSI: Miami (2003)
- エイリアス Alias (2003)
- チャームド Charmed (2004)
- 名探偵モンク Monk (2004, 2006)
- ドリュー・ケリーDEショー The Drew Carey Show (2004)
- HUFF〜ドクターは中年症候群 Huff (2004)
- ザ・オフィス The Office (2006)
- The Colbert Report (2006)
- LAW & ORDER:性犯罪特捜班 Law & Order: Special Victims Unit (2008)
- 時空刑事1973 LIFE ON MARS Life on Mars (2009)
- ビッグ・レイク Big Lake (2010)
- 30 ROCK/サーティー・ロック 30 Rock (2006 - 2013)
- The Heart, She Holler (2014)
- Newsreaders (2015)
- アンブレイカブル・キミー・シュミット Unbreakable Kimmy Schmidt (2017)
- ウォーキング・デッド: ワールドビヨンド The Walking Dead: World Beyond (2020)

### テレビアニメ
- ロボット・チキン Robot Chicken (2005, 2006, 2008)
- モラル・オレル Moral Orel (2005 - 2008)
- アクア・ティーン・ハンガー・フォース Aqua Teen Hunger Force (2008, 2009)
- Mary Shelley's Frankenhole (2010 - 2012)

### ビデオゲーム
- Disney Infinity: Marvel Super Heroes (2014)